# Merkur Scorpio
Merkur Scorpio – samochód osobowy klasy wyższej produkowany pod amerykańską marką Merkur w latach 1987 – 1989.

## Historia i opis modelu

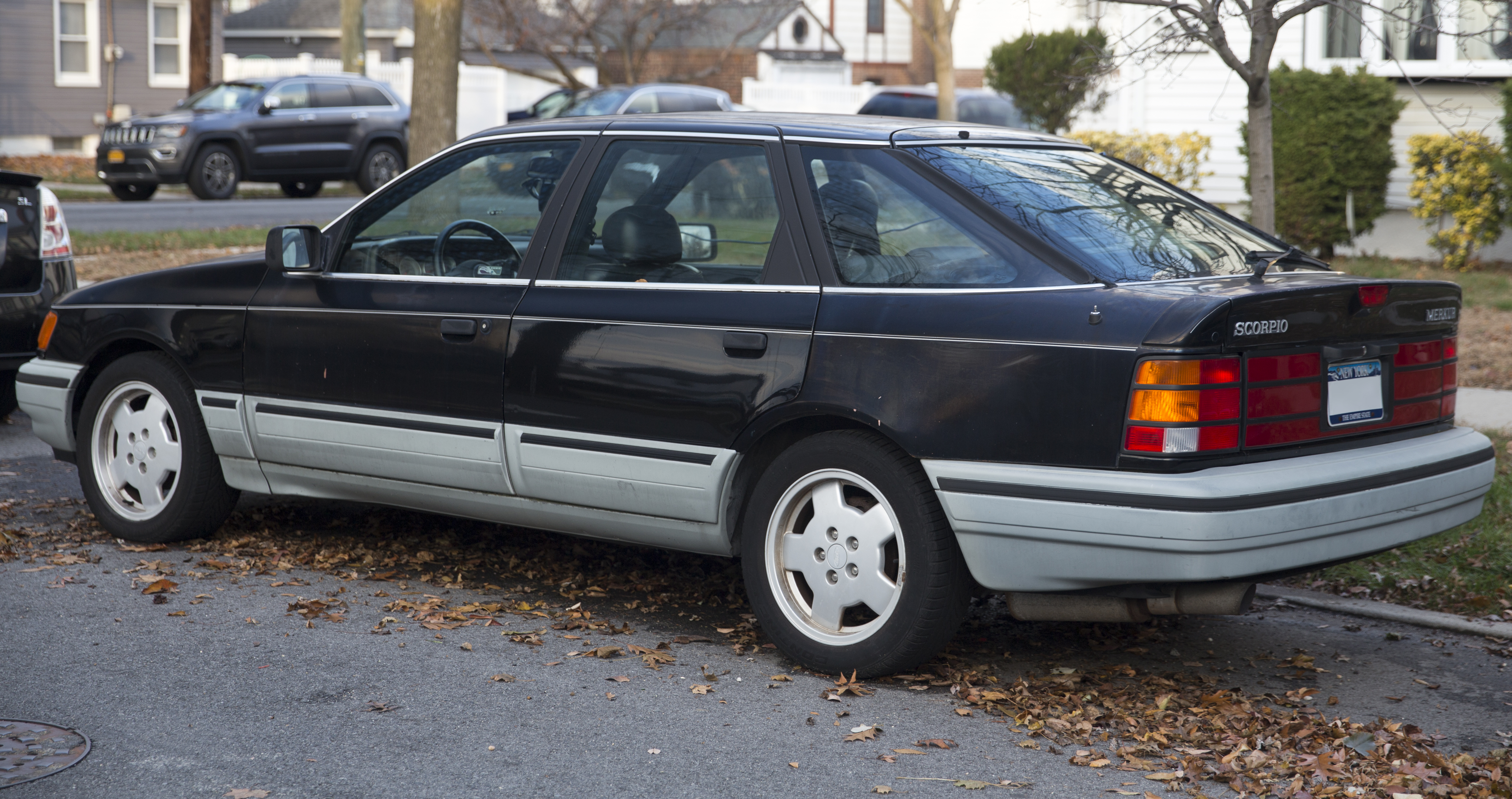
Merkur Scorpio - tył

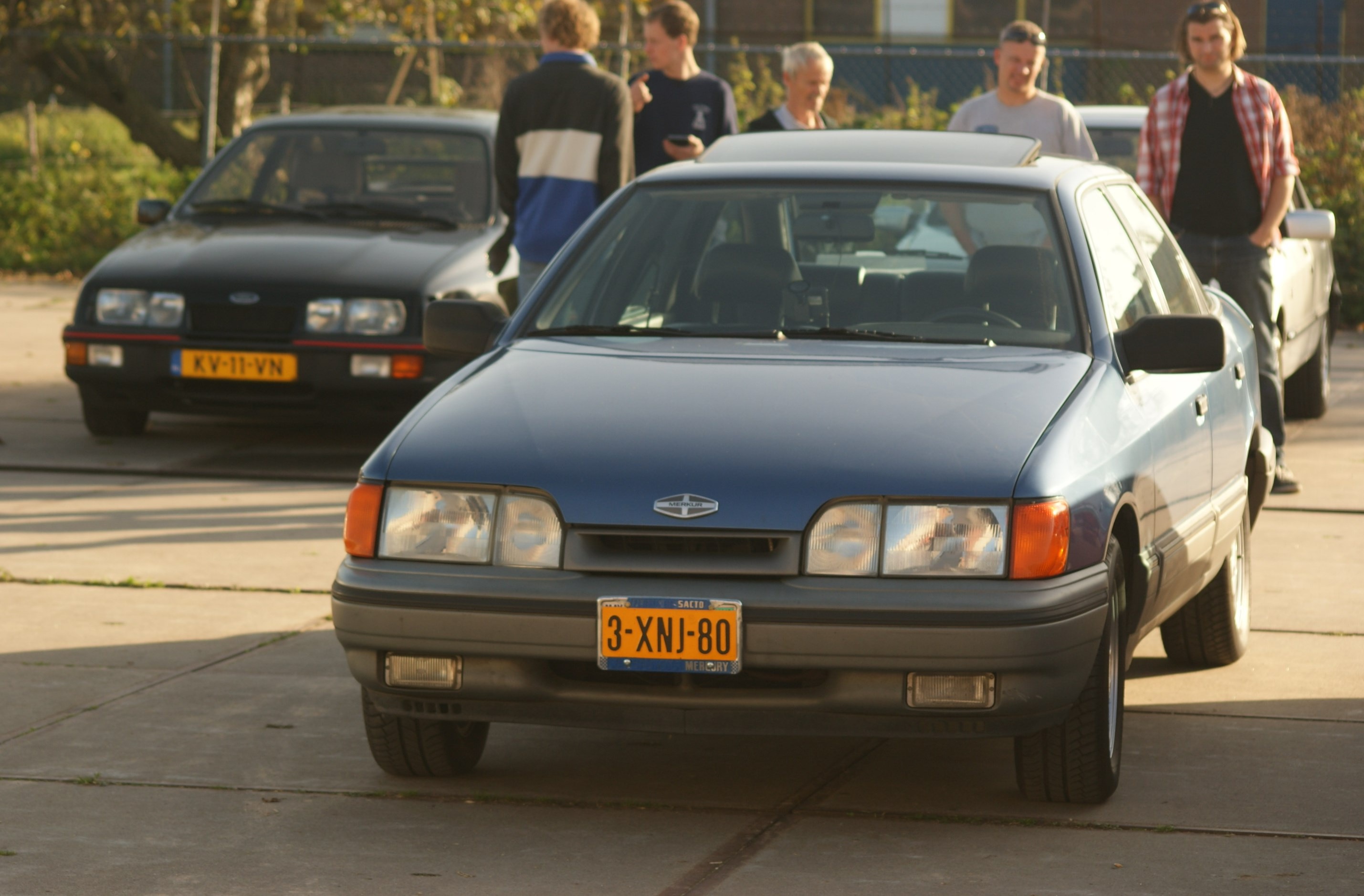
Merkur Scorpio Base

W 1988 roku koncern Ford zdecydował się poszerzyć ofertę niszowej, oferowanej w Stanach Zjednoczonych i Kanadzie marki Merkur o drugi model. Podobnie jak XR4Ti, był on lokalną wersją europejskiego modelu Forda - w tym przypadku, Scorpio/Granada.
Pod kątem wizualnym, Merkur Scorpio odróżniał się masywniejszymi zderzakami, zmodyfikowanymi reflektorami i lampami tylnymi, dodatkowym spojlerem na klapie bagażnika oraz innym wzorem alufelg. W środku z kolei pojawiło się zmodyfikowane radio, zegary, kierownica i klimatyzacja, a także bogate wyposażenie standardowe. 
Merkur Scorpio oferowany był wyłącznie jako 5-drzwiowy liftback, pochodząc z importu z niemieckiej fabryki w Kolonii. Z powodu likwidacji marki Merkur w grudniu 1989 roku, produkcja Scorpio pod tą marką trwała tylko 2 lata.

### Różnice techniczne
Merkur Scorpio był oferowany wyłącznie z silnikiem Cologne V6 2.9 OHV o mocy 145 KM. Do wyboru była czterobiegowa automatyczna skrzynia biegów A4LDe lub pięciobiegowa skrzynia ręczna T5. Ponadto, do katalizatora z pojedynczą sondą lambda dodano system recyrkulacji spalin i sprężarkę rozrzedzającą spaliny i zmieniono oprogramowanie układu wtryskowego. Działania te miały na celu spełnienie ówczesnych norm emisji spalin. Spowodowały one zmniejszenie mocy do 145KM.

### Silnik
- V6 2.9l OHV Cologne